# Nádia Santolli (álbum)
Nádia Santolli é o álbum de estréia da cantora de música gospel Nádia Santolli. O álbum foi produzido pelo Maestro Joel Barbosa.

## Faixas
1. Quando Fecho Meus Olhos
2. Ele
3. Caminho do Teu Saber
4. Meu Brasil
5. Una Família
6. Se Não Amar
7. Amigo Certo
8. Nossa Herança
9. Não Poderei Sorrir
10. Pão Vivo
11. Quem Dá a Paz
12. Cada Dia Mais
13. Meu Brasil 2